# سیمین‌رگ کمیاب
سیمین‌رگ کمیاب (نام علمی: Bena bicolorana)، شاپرکی است در تیره شاپرک‌های کاکلی که در اروپا زندگی می‌کند. پهنای بال این حشره ۳۰ تا ۵۰ میلی‌متر است.  سیمین‌رگ کم‌یاب در یک نسل و در فصل تابستان پرواز می‌کند. لارو این شاپرک از بلوط تغذیه می‌کند.